# Marshal of the Royal Air Force
Marshal of the Royal Air Force ist der höchste Dienstgrad der britischen Royal Air Force. Seine Entsprechungen in Heer und Marine sind der Field Marshal und der Admiral of the Fleet. Der NATO-Rangcode ist OF-10.
Der Rang wird in Friedenszeiten nur noch in Ausnahmefällen verliehen. Die meisten Träger waren Chief of the Defence Staff oder Chief of the Air Staff kurz vor ihrer Außerdienststellung bzw. Angehörige des Königshauses. 

## Ranginsignien

Ärmelstreifen
Schulterstück
Ärmelstreifen Offiziersmesse
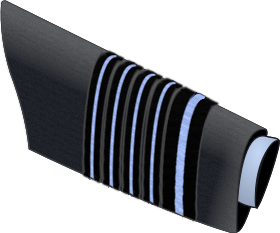
Ärmelstreifen, Dienstuniform No. 1
Kommandoflagge
Kfz-Stander "Star plate"

## Liste der Träger des Ranges

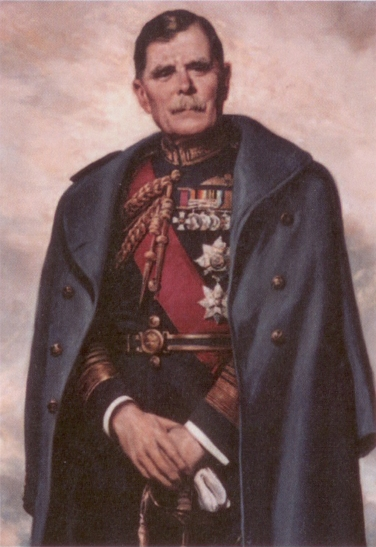
Hugh Trenchard war der erste Träger des Ranges

| Name                                             | Beförderung        | Lebensdaten |
| ------------------------------------------------ | ------------------ | ----------- |
| Hugh Trenchard, 1. Viscount Trenchard            | 1. Januar 1927     | 1873–1956   |
| Sir John Salmond                                 | 1. Januar 1933     | 1881–1968   |
| König Eduard VIII.                               | 21. Januar 1936    | 1894–1972   |
| König Georg VI.                                  | 11. Dezember 1936  | 1895–1952   |
| Sir Edward Leonard Ellington                     | 1. Januar 1937     | 1877–1967   |
| Cyril Newall, 1. Baron Newall                    | 4. Oktober 1940    | 1886–1963   |
| Charles Portal, 1. Viscount Portal of Hungerford | 1. Juni 1944       | 1893–1971   |
| Arthur Tedder, 1. Baron Tedder                   | 12. September 1945 | 1890–1967   |
| Sholto Douglas, 1. Baron Douglas of Kirtleside   | 1. Januar 1946     | 1893–1969   |
| Sir Arthur Harris                                | 1. Januar 1946     | 1892–1984   |
| Sir John Slessor                                 | 8. Juni 1950       | 1897–1979   |
| Prinz Philip, Duke of Edinburgh                  | 15. Januar 1953    | 1921–2021   |
| Sir William Dickson                              | 1. Juni 1954       | 1898–1987   |
| Sir Dermot Boyle                                 | 1. Januar 1958     | 1904–1993   |
| Prinz Henry, Duke of Gloucester                  | 12. Juni 1958      | 1900–1974   |
| Sir Thomas Pike                                  | 6. April 1962      | 1906–1983   |
| Charles Elworthy, Baron Elworthy                 | 1. April 1967      | 1911–1993   |
| Sir John Grandy                                  | 1. April 1973      | 1913–2004   |
| Sir Denis Spotswood                              | 31. März 1974      | 1916–2001   |
| Sir Andrew Humphrey                              | 6. August 1976     | 1921–1977   |
| Neil Cameron, Baron Cameron of Balhousie         | 31. Juli 1977      | 1920–1985   |
| Sir Michael Beetham                              | 14. Oktober 1982   | 1923–2015   |
| Sir Keith Williamson                             | 15. Oktober 1985   | 1928–2018   |
| David Craig, Baron Craig of Radley               | 14. November 1988  | * 1929      |
| Sir Peter Harding                                | 6. November 1992   | 1933–2021   |
| König Charles III.                               | 16. Juni 2012      | * 1948      |
| Jock Stirrup, Baron Stirrup                      | 13. Juni 2014      | * 1949      |